# Temporada 1961 del Campeonato del Mundo de Motociclismo
La temporada de 1961 del Campeonato del Mundo de Motociclismo fue la 13.º edición del Campeonato Mundial de Motociclismo.

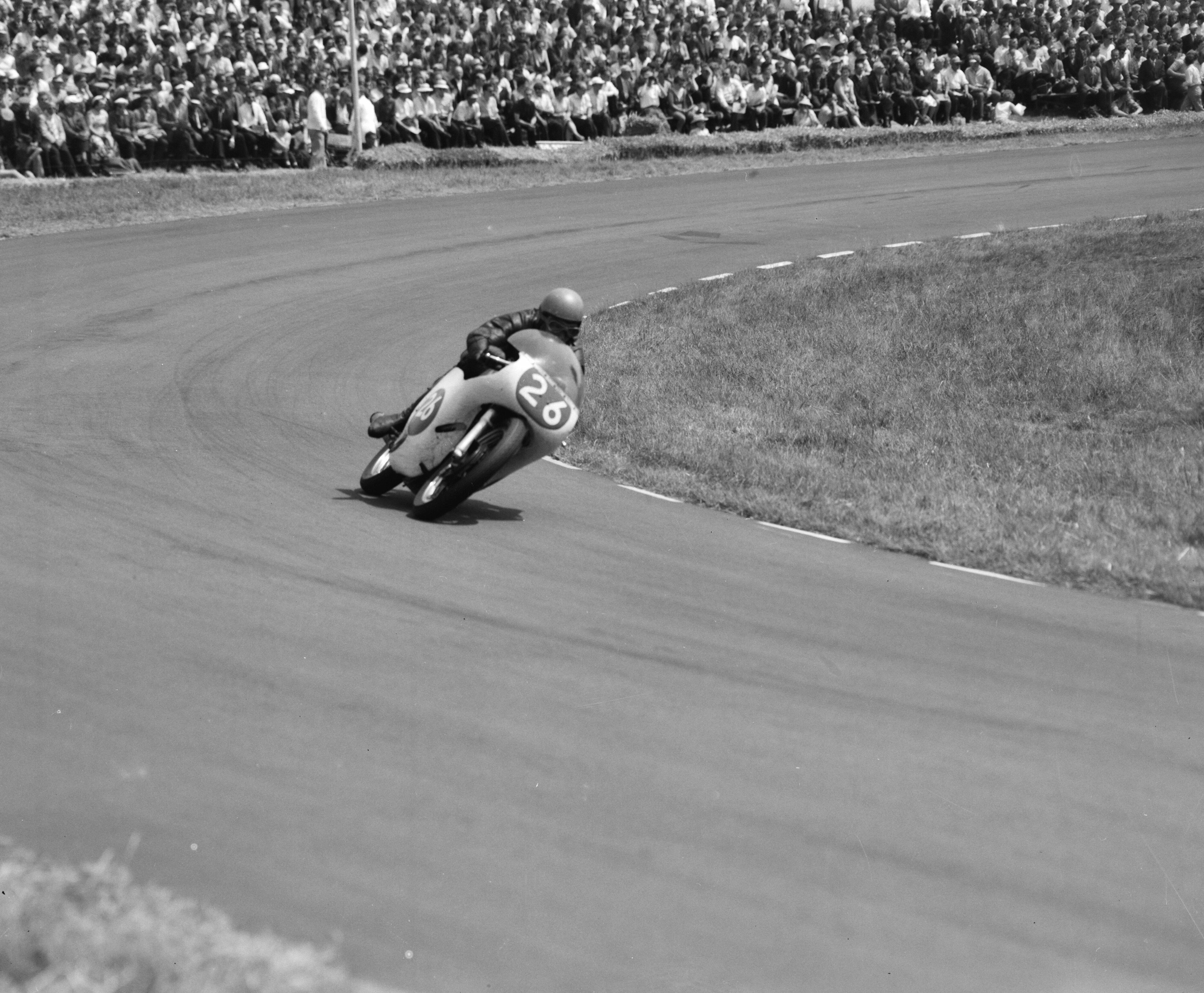
Tom Phillis ganando el título de 125cc.

La temporada consistió en siete pruebas en cinco cilindradas: 500cc, 350cc, 250cc, 125cc, 50cc y Sidecars 500cc. Comenzó el 22 de mayo en el Gran Premio de Francia y finalizó en el Gran Premio de las Naciones el 11 de septiembre.
En cuanto a la regulación, no se realizaron cambios en las puntuaciones y los recuentos de las clasificaciones. La FIM comenzó a interesarse en una competición de pequeña cilindrada, organizando una serie de carreras como precursoras de lo que será la nueva categoría de 50cc, que aparecería el año siguiente.
Continuando con la ausencia de los equipos oficiales de muchos fabricantes de motocicletas que habían hecho historia en los primeros años del campeonato mundial, el MV Agusta también anunció su retirada del campeonato mundial pero aceptaron apoyar una serie de líneas de motos privadas, que fueron registradas bajo el nombre "MV Privat", y aupar al piloto rhodesiano Gary Hocking a los dos títulos más importantes. Al mismo tiempo, aumentó la participación de Honda y, en las clases de motores más pequeños, hubo una comparación acalorada entre diferentes filosofías: Honda, de hecho, apostó por los motores de cuatro tiempos ante la apuesto de dos tiempos de las motos de las escuderías Jawa checoslovaca y MZ de Alemania del Este.
Incluso entre los pilotos, después de la jubilación de Carlo Ubbiali y John Surtees que habían conquistado todos los títulos en las clases en los dos años anteriores, esperaba conocer a sus herederos: al final de la temporada fueron Gary Hocking tanto en 350 como en 500, Mike Hailwood en 250 y el australiano Tom Phillis en 125.

## Calendario y resultados
| Ronda | Fecha            | Gran Premio                      | Circuito             | Ganador 125cc       | Ganador 250cc       | Ganador 350cc     | Ganador 500cc  |          |
| ----- | ---------------- | -------------------------------- | -------------------- | ------------------- | ------------------- | ----------------- | -------------- | -------- |
| 1     | 23 de abril      | Gran Premio de España            | Circuito de Montjuïc | Tom Phillis         | Gary Hocking        |                   |                | Artículo |
| 2     | 14 de mayo       | Gran Premio de Alemania          | Hockenheimring       | Ernst Degner        | Kunimitsu Takahashi | František Šťastný | Gary Hocking   | Artículo |
| 3     | 21 de mayo       | Gran Premio de Francia           | Circuito de Charade  | Tom Phillis         | Tom Phillis         |                   | Gary Hocking   | Artículo |
| 4     | 12 de junio      | TT Isla de Man                   | Snaefell Mountain    | Mike Hailwood       | Mike Hailwood       | Phil Read         | Mike Hailwood  | Artículo |
| 5     | 24 de junio      | Gran Premio de los Países Bajos  | TT Circuit Assen     | Tom Phillis         | Mike Hailwood       | Gary Hocking      | Gary Hocking   | Artículo |
| 6     | 2 de julio       | Gran Premio de Bélgica           | Spa-Francorchamps    | Luigi Taveri        | Jim Redman          |                   | Gary Hocking   | Artículo |
| 7     | 30 de julio      | Gran Premio de Alemania del Este | Sachsenring          | Ernst Degner        | Mike Hailwood       | Gary Hocking      | Gary Hocking   | Artículo |
| 8     | 12 de agosto     | Gran Premio del Úlster           | Dundrod Circuit      | Kunimitsu Takahashi | Bob McIntyre        | Gary Hocking      | Gary Hocking   | Artículo |
| 9     | 3 de septiembre  | Gran Premio de las Naciones      | Monza                | Ernst Degner        | Jim Redman          | Gary Hocking      | Mike Hailwood  | Artículo |
| 10    | 17 de septiembre | Gran Premio de Suecia            | Kristianstad         | Luigi Taveri        | Mike Hailwood       | František Šťastný | Gary Hocking   | Artículo |
| 11    | 15 de octubre    | Gran Premio de Argentina         | Buenos Aires         | Tom Phillis         | Tom Phillis         |                   | Jorge Kissling | Artículo |

## Resultados

### 500cc[2]
De una manera casi anómala en comparación con las temporadas anteriores, la clase 500 no fue la que compitió con la mayor cantidad de grandes premios durante el año. La temporada fue casi un monólogo de Gary Hocking en su MV Agusta; el piloto rhodesiano ganó 7 carreras, dejando dos victorias a Mike Hailwood de Norton. El último éxito fue, en cambio, la prerrogativa de Jorge Kissling, un piloto argentino que ganó el Gran premio de casa montando un Matchless (este último fue sin embargo, quedó huérfano por casi todos los equipos oficiales y solo vio a 6 pilotos clasificados con solo 2 que habían cruzado la línea de meta).
| Pos. | Piloto                | Moto               | GER | FRA | MAN | HOL | BEL | RDA | ULS | NAC | SWE | ARG | Pts.    |
| ---- | --------------------- | ------------------ | --- | --- | --- | --- | --- | --- | --- | --- | --- | --- | ------- |
| 1    | Gary Hocking          | MV Agusta          | 1   | 1   | Ret | 1   | 1   | 1   | 1   | Ret | 1   |     | 48 (56) |
| 2    | Mike Hailwood         | Norton / MV Agusta | 4   | 2   | 1   | 2   | 2   | 2   | 2   | 1   | 2   |     | 40 (55) |
| 3    | Frank Perris          | Norton             | 2   |     |     | 5   |     | Ret |     | Ret | 3   | 3   | 16      |
| 4    | Bob McIntyre          | Norton             |     |     | 2   | 3   | 3   |     |     |     |     |     | 14      |
| 5    | Alistair King         | Norton             |     |     | 4   |     |     |     | 3   | 2   | Ret |     | 13      |
| 6    | Bert Schneider        | Norton             |     |     | 18  | Ret |     | 3   |     | 5   | 4   |     | 9       |
| 7    | Jorge Kissling        | Matchless          |     |     |     |     |     |     |     |     |     | 1   | 8       |
| 8    | Ron Langston          | Matchless          |     |     | 5   |     | 5   |     | 4   |     | Ret |     | 7       |
| 9    | Juan Carlos Salatino  | Norton             |     |     |     |     |     |     |     |     |     | 2   | 6       |
| 10   | Paddy Driver          | Norton             | Ret |     | Ret |     | 6   | Ret |     | 3   |     |     | 5       |
| 11   | Mike Duff             | Matchless          |     |     | 14  |     | 4   |     | 10  |     | 5   |     | 5       |
| 12   | Hans-Günter Jäger     | BMW / Norton       | 3   |     |     |     |     |     |     | 8   |     |     | 4       |
| 13   | Tom Phillis           | Norton             |     |     | 3   |     |     |     | Ret |     |     |     | 4       |
| 14   | Antoine Paba          | Norton             |     | 3   |     |     |     |     |     |     |     |     | 4       |
| 15   | John Farnsworth       | Matchless / Norton |     |     | 38  |     |     | 4   | 9   |     | Ret |     | 3       |
| 16   | Phil Read             | Norton             |     |     | Ret | 4   | Ret |     |     |     |     |     | 3       |
| 17   | Gyula Marsovszky      | Norton             |     | 4   | Ret |     |     |     |     |     |     |     | 3       |
| 18   | Alberto Pagani        | Norton             |     |     |     |     |     |     |     | 4   |     |     | 3       |
| =    | Juan Perkins          | Norton             |     |     |     |     |     |     |     |     |     | 4   | 3       |
| 20   | Jack Findlay          | Norton             |     |     | DNS | DNS | 8   | 5   | 8   | 6   | Ret |     | 3       |
| 21   | Ernst Hiller          | BMW / Matchless    | 5   |     |     | 19  | Ret |     |     | 11  | Ret |     | 2       |
| 22   | Peter Chatterton      | Norton             |     |     | 20  |     |     |     | 5   |     |     |     | 2       |
| 23   | Fritz Masserli        | Matchless          |     | 5   | 44  |     |     |     |     |     |     |     | 2       |
| 24   | Eduardo Salatino      | Norton             |     |     |     |     |     |     |     |     |     | 5   | 2       |
| 25   | Peter Pawson          | Matchless / Norton |     |     | 8   | Ret | 7   |     |     |     | 6   |     | 1       |
| 26   | Roland Föll           | Matchless          | 8   | 6   | Ret |     |     |     |     |     | 11  |     | 1       |
| 27   | Lothar John           | BMW                | 6   |     |     | 10  | 14  | 9   |     |     | 10  |     | 1       |
| 28   | Ron Miles             | Norton             |     |     | 12  | 6   |     |     | NEL |     |     |     | 1       |
| 29   | Tom Thorp             | Norton             |     |     | 13  |     |     |     | 6   |     |     |     | 1       |
| 30   | Anssi Resko           | Norton / Matchless |     |     |     |     |     | 6   | 11  |     |     |     | 1       |
| 31   | Horacio Costas        | Norton             |     |     |     |     |     |     |     |     |     | 6   | 1       |
| =    | Tony Godfrey          | Norton             |     |     | 6   |     |     |     |     |     |     |     | 1       |
| 33   | Karl Hoppe            | Norton             | Ret |     |     | 7   | 11  |     |     | 7   |     |     | 0       |
| 34   | Tommy Robb            | Matchless          |     |     | Ret |     |     |     | 7   |     | 8   |     | 0       |
| 35   | Roy Ingram            | Norton             |     |     | 7   |     | 10  |     | Ret |     |     |     | 0       |
| 36   | Vernon Cottle         | Norton             | 7   |     | 21  |     |     | 11  |     |     | 12  |     | 0       |
| 37   | Rudi Thalhammer       | Norton             |     |     |     | 11  |     |     |     |     | 7   |     | 0       |
| 38   | Tommy Robinson        | Norton             |     |     |     |     |     | 7   |     |     | Ret |     | 0       |
| 39   | Raphaël Orinel        | Norton             |     | 7   |     |     |     |     |     |     |     |     | 0       |
| 40   | Trevor Pound          | Norton             |     |     |     | 8   | 9   |     |     |     |     |     | 0       |
| 41   | Jacques Insermini     | Norton             | 12  | 11  |     | Ret |     | 8   |     | Ret |     |     | 0       |
| 42   | Louis Bernagozzi      | Norton             |     | 8   |     |     |     |     |     |     |     |     | 0       |
| 43   | Rudolf Gläser         | Norton             | Ret |     | Ret | 15  |     |     |     | 9   | Ret |     | 0       |
| 44   | Edy Lenz              | Norton             |     |     | 45  |     |     |     |     |     | 9   |     | 0       |
| 45   | Ellis Boyce           | Norton             |     |     | 9   |     |     |     | Ret |     |     |     | 0       |
| 46   | Rene Goetz            | BSA                |     | 9   |     |     |     |     |     |     |     |     | 0       |
| =    | Klaus Hamelmann       | Norton             | 9   |     |     |     |     |     |     |     |     |     | 0       |
| 48   | Heinz Kauert          | Matchless          | 10  |     |     | Ret |     |     |     |     |     |     | 0       |
| =    | Toni Schmitz          | Norton             |     | Ret | Ret |     |     | 10  |     |     |     |     | 0       |
| 50   | Georges Comy          | Norton             |     | 10  |     |     |     |     |     |     |     |     | 0       |
| =    | Fred Stevens          | Norton             |     |     | 10  |     |     |     |     |     |     |     | 0       |
| =    | Roberto Vigorito      | Norton             |     |     |     |     |     |     |     | 10  |     |     | 0       |
| 53   | Peter Horton          | Norton             | 11  |     |     | Ret |     |     |     |     |     |     | 0       |
| =    | Jack Bullock          | Norton             |     |     | 11  |     |     |     |     |     |     |     | 0       |
| 55   | Alf Shaw              | Norton             |     |     | 41  |     |     |     | 12  |     |     |     | 0       |
| 56   | Geoffrey Tanner       | Norton             | Ret |     | Ret | 12  |     |     |     |     |     |     | 0       |
| 57   | Dan Shorey            | Norton             |     |     | Ret |     | 12  |     |     |     |     |     | 0       |
| 58   | Joachim Claus         | Norton             |     |     |     |     |     | 12  |     |     |     |     | 0       |
| =    | Bruno Hofmann         | Norton             |     | 12  |     |     |     |     |     |     |     |     | 0       |
| =    | Benedetto Zambotti    | Gilera             |     |     |     |     |     |     |     | 12  |     |     | 0       |
| 61   | Anton Elbersen        | BMW                |     |     |     | 13  |     |     |     |     |     |     | 0       |
| =    | Sven-Olov Gunnarsson  | Norton             |     |     |     |     |     |     |     |     | 13  |     | 0       |
| =    | Tommy Holmes          | Matchless          |     |     |     |     |     |     | 13  |     |     |     | 0       |
| =    | Emanuele Maugliani    | Gilera             |     |     |     |     |     |     |     | 13  |     |     | 0       |
| =    | Johannes Müller       | Norton             |     |     |     |     |     | 13  |     |     |     |     | 0       |
| =    | Jules Nies            | Norton             |     |     |     |     | 13  |     |     |     |     |     | 0       |
| 67   | Joop Vegelzang        | Norton             |     |     |     | 14  |     |     |     |     | 15  |     | 0       |
| 68   | Bror-Erland Carlsson  | Matchless / AJS    |     | Ret |     |     |     |     |     |     | 14  |     | 0       |
| 69   | Alfonz Breznik        | Gilera             |     |     |     |     |     |     |     | 14  |     |     | 0       |
| =    | Jimmy Jones           | Norton             |     |     |     |     |     |     | 14  |     |     |     | 0       |
| 71   | John Brown            | Norton             |     |     |     |     |     |     | 15  |     |     |     | 0       |
| =    | Anthony Horton        | Norton             |     |     |     |     | 15  |     |     |     |     |     | 0       |
| =    | Brian Setchell        | Norton             |     |     | 15  |     |     |     |     |     |     |     | 0       |
| 74   | Campbell Donaghy      | BSA                |     |     |     |     |     |     | 16  |     |     |     | 0       |
| =    | Derek Powell          | Matchless          |     |     | 16  |     |     |     |     |     |     |     | 0       |
| 76   | Martin Brosnan        | Norton             |     |     |     |     |     |     | 17  |     |     |     | 0       |
| =    | Bill Smith            | Matchless          |     |     | 17  |     |     |     |     |     |     |     | 0       |
| 78   | Dennis Craig          | Matchless          |     |     | 37  |     |     |     | 18  |     |     |     | 0       |
| 79   | George Catlin         | Matchless          |     |     | 19  |     |     |     |     |     |     |     | 0       |
| 80   | Billy McCosh          | Matchless          |     |     | 22  |     |     |     |     |     |     |     | 0       |
| 81   | Monty Buxton          | Norton             |     |     | 23  |     |     |     |     |     |     |     | 0       |
| 82   | Don Chapman           | Norton             |     |     | 24  |     |     |     | Ret |     |     |     | 0       |
| 83   | Mike O'Rourke         | Norton             |     |     | 25  |     |     |     |     |     |     |     | 0       |
| 84   | George Purvis         | Matchless          |     |     | 26  |     |     |     |     |     |     |     | 0       |
| 85   | Arthur Wheeler        | Matchless          |     |     | 27  |     |     |     |     |     |     |     | 0       |
| 86   | Harold Riley          | BSA                |     |     | 28  |     |     |     |     |     |     |     | 0       |
| 87   | Den Jarman            | AJS                |     |     | 29  |     |     |     |     |     |     |     | 0       |
| 88   | Derek Minter          | Norton             |     |     | 30  |     |     |     |     |     |     |     | 0       |
| 89   | Louis Carr            | Norton             |     |     | 31  |     |     |     |     |     |     |     | 0       |
| 90   | Alan Dugdale          | Matchless          |     |     | 32  |     |     |     |     |     |     |     | 0       |
| 91   | Ronald Cousins        | Norton             |     |     | 33  |     |     |     |     |     |     |     | 0       |
| 92   | Geoff Eccles          | BSA                |     |     | 34  |     |     |     |     |     |     |     | 0       |
| 93   | Dave Wildman          | AJS                |     |     | 35  |     |     |     |     |     |     |     | 0       |
| 94   | Billy Andersson       | AJS                |     |     | 36  |     |     |     |     |     |     |     | 0       |
| 95   | Albert Moule          | Norton             |     |     | 39  |     |     |     |     |     |     |     | 0       |
| 96   | Bill Robertson        | AJS                |     |     | 40  |     |     |     |     |     |     |     | 0       |
| 97   | John Simmonds         | Matchless          |     |     | 42  |     |     |     |     |     |     |     | 0       |
| 98   | Maurice Gittins       | Norton             |     |     | 43  |     |     |     |     |     |     |     | 0       |
| -    | Hugh Anderson         | Norton             |     |     | Ret |     |     |     | Ret | Ret |     |     | 0       |
| -    | John Hartle           | Norton             |     |     |     |     | Ret |     | Ret | Ret |     |     | 0       |
| -    | William Van Leeuwen   | Norton             |     |     |     | Ret |     | Ret |     |     | Ret |     | 0       |
| -    | Hans Pesl             | Norton             | Ret | Ret |     |     |     |     |     |     |     |     | 0       |
| -    | Chris Anderson        | Norton             |     |     | Ret |     |     |     |     |     |     |     | 0       |
| -    | R. Bennett            | Norton             |     |     | Ret |     |     |     |     |     |     |     | 0       |
| -    | Richard Brinnand      | Norton             |     |     | Ret |     |     |     |     |     |     |     | 0       |
| -    | Ralph Bryans          | Norton             |     |     |     |     |     |     | Ret |     |     |     | 0       |
| -    | Roly Capner           | BSA                |     |     | Ret |     |     |     |     |     |     |     | 0       |
| -    | Fred Chase            | Norton             |     |     | Ret |     |     |     |     |     |     |     | 0       |
| -    | Artemio Cirelli       | Gilera             |     |     |     |     |     |     |     | Ret |     |     | 0       |
| -    | Gianfranco Demeniconi | Norton             |     |     |     |     |     |     |     | Ret |     |     | 0       |
| -    | Graham Downes         | Matchless          |     |     | Ret |     |     |     |     |     |     |     | 0       |
| -    | Peter Evans           | Matchless          |     |     | Ret |     |     |     |     |     |     |     | 0       |
| -    | Harry Grant           | BSA                |     |     | Ret |     |     |     |     |     |     |     | 0       |
| -    | Alois Huber           | BMW                | Ret |     |     |     |     |     |     |     |     |     | 0       |
| -    | Len Ireland           | Norton             |     |     | Ret |     |     |     |     |     |     |     | 0       |
| -    | Pierre James          | Norton             |     | Ret |     |     |     |     |     |     |     |     | 0       |
| -    | Vasco Loro            | Norton             |     |     |     |     |     |     |     | Ret |     |     | 0       |
| -    | Giuseppe Mantelli     | Gilera             |     |     |     |     |     |     |     | Ret |     |     | 0       |
| -    | Peter Middleton       | Norton             |     |     | Ret |     |     |     |     |     |     |     | 0       |
| -    | Gilberto Milani       | Norton             |     |     | Ret |     |     |     |     |     |     |     | 0       |
| -    | George Northwood      | Norton             |     |     | Ret |     |     |     |     |     |     |     | 0       |
| -    | Karl Recktenwald      | Norton             | Ret |     |     |     |     |     |     |     |     |     | 0       |
| -    | Ralph Rensen          | Norton             | Ret |     |     |     |     |     |     |     |     |     | 0       |
| -    | Ladislaus Richter     | Norton             |     |     | Ret |     |     |     |     |     |     |     | 0       |
| -    | Renzo Rossi           | Gilera             |     |     |     |     |     |     |     | Ret |     |     | 0       |
| -    | Derek Russell         | Norton             |     |     | Ret |     |     |     |     |     |     |     | 0       |
| -    | Walter Scheimann      | Norton             |     |     | Ret |     |     |     |     |     |     |     | 0       |
| -    | Douglas Smith         | Matchless          |     |     | Ret |     |     |     |     |     |     |     | 0       |
| -    | Graham Smith          | Norton             |     |     | Ret |     |     |     |     |     |     |     | 0       |
| -    | Lewis Young           | Norton             |     |     | Ret |     |     |     |     |     |     |     | 0       |
| Pos. | Piloto                | Moto               | GER | FRA | MAN | HOL | BEL | RDA | ULS | NAC | SWE | ARG | Pts.    |

### 350cc[3]
La clase 350, como las 500, también vio un claro dominio del rhodesiano Hocking sobre MV Agusta. En este caso, ganó 4 de las 7 carreras programadas, dejando las victorias adicionales a František Št'astný con Jawa en GP Alemania y la GP Suecia, y Phil Read en el TT Isla de Man.
| Pos. | Piloto            | Moto      | Pts. |
| ---- | ----------------- | --------- | ---- |
| 1    | Gary Hocking      | MV Agusta | 32   |
| 2    | František Šťastný | Jawa      | 26   |
| 3    | Gustav Havel      | Jawa      | 19   |
| 4    | Phil Read         | Norton    | 13   |
| 5    | Bob McIntyre      | Bianchi   | 10   |
| 6    | Rudi Thalhammer   | Norton    | 7    |
| =    | Ralph Rensen      | Norton    | 7    |
| 8    | Alistair King     | Bianchi   | 6    |
| =    | Mike Hailwood     | MV Agusta | 6    |
| 10   | Ernesto Brambilla | Bianchi   | 5    |
| =    | Alan Shepherd     | AJS       | 5    |
| 12   | Tommy Robb        | AJS       | 4    |
| 13   | Derek Minter      | Norton    | 3    |
| 14   | Hans Pesl         | Norton    | 2    |
| =    | Silvio Grassetti  | Benelli   | 2    |
| =    | Ron Langston      | AJS       | 2    |
| 17   | Frank Perris      | Norton    | 2    |
| =    | Mike Duff         | AJS       | 2    |
| 19   | Roy Ingram        | Norton    | 1    |
| =    | Bert Schneider    | Norton    | 1    |
| =    | Hugh Anderson     | Norton    | 1    |

### 250cc[4]
Junto con la de 125, fue la única categoría celebrada en todo el Gran Premio de la temporada. En el cuarto de litro, el dominio de Honda fue absolutamente indiscutible. Sus pilotos oficiales ocupó los primeros 5 puestos en la clasificación, con Mike Hailwood, Tom Phillis, Phil Read , Kunimitsu Takahashi y Bob McIntyre que se clasificaron en orden y estos mismos pilotos ganaron 10 de las 11 pruebas en el calendario. 
La única victoria que se escapó a la escudería japonesa fue el GP España, ganado por Gary Hocking en MV Agusta.
| Pos. | Piloto              | Equipo    | Pts. |
| ---- | ------------------- | --------- | ---- |
| 1    | Mike Hailwood       | Honda     | 44   |
| 2    | Tom Phillis         | Honda     | 38   |
| 3    | Jim Redman          | Honda     | 36   |
| 4    | Kunimitsu Takahashi | Honda     | 29   |
| 5    | Bob McIntyre        | Honda     | 14   |
| 6    | Tarquinio Provini   | Morini    | 10   |
| 7    | Silvio Grassetti    | Benelli   | 10   |
| 8    | Gary Hocking        | MV Agusta | 8    |
| 9    | Fumio Ito           | Yamaha    | 7    |
| 10   | Luigi Taveri        | Honda     | 6    |
| 11   | Alan Shepherd       | MZ        | 6    |
| =    | František Šťastný   | Jawa      | 6    |
| 13   | Ernst Degner        | MZ        | 3    |
| =    | Sadao Shimazaki     | Honda     | 3    |
| 15   | Hans Fischer        | MZ        | 3    |
| 16   | Naomi Taniguchi     | Honda     | 2    |
| 17   | Dan Shorey          | NSU       | 1    |
| =    | Yoshikazu Sunako    | Yamaha    | 1    |
| =    | Werner Musiol       | MZ        | 1    |

### 125cc[5]
Incluso la categoría de menor cilindrada se jugó este año en las once carreras del calendario y fue quizás la más peleada de todas las categorías, al final del campeonato el título cayó en manos de Tom Phillis con su Honda pero, hasta casi el final de la temporada, el alemán Ernst Degner dio batalla con su MZ. Degner también fue el protagonista de un episodio particular. Durante la temporada cerró un acuerdo con Suzuki para convertirse en piloto oficial y, gracias a ello, pasó el telón de acero con su familia y más tarde obtuvo una licencia para competir bajo la bandera de Alemania Occidental.
| Pos. | Piloto              | Equipo      | Pts. |
| ---- | ------------------- | ----------- | ---- |
| 1    | Tom Phillis         | Honda       | 44   |
| 2    | Ernst Degner        | MZ          | 42   |
| 3    | Luigi Taveri        | Honda       | 29   |
| 4    | Jim Redman          | Honda       | 28   |
| 5    | Kunimitsu Takahashi | Honda       | 24   |
| 6    | Mike Hailwood       | EMC / Honda | 16   |
| 7    | Alan Shepherd       | MZ          | 12   |
| 8    | Walter Brehme       | MZ          | 7    |
| 9    | Teisuke Tanaka      | Honda       | 6    |
| 10   | Sadao Shimazaki     | Honda       | 5    |
| =    | Werner Musiol       | MZ          | 5    |
| 12   | Hans Fischer        | MZ          | 3    |
| =    | Phil Read           | EMC         | 3    |
| =    | László Szabó        | MZ          | 3    |
| 15   | John Grace          | Bultaco     | 2    |
| =    | Ulf Svensson        | Ducati      | 2    |
| =    | Naomi Taniguchi     | Honda       | 2    |
| 18   | Rex Avery           | EMC         | 2    |
| 19   | Ricardo Quintanilla | Bultaco     | 1    |
| =    | Ralph Rensen        | Bultaco     | 1    |
| =    | Héctor Pochettino   | Bultaco     | 1    |